# کارلو برونامی
کارلو برونامی (ایتالیایی: Carlo Brugnami; ۳۰ سپتامبر ۱۹۳۸ – ۲ فوریهٔ ۲۰۱۸) دوچرخه‌سوار اهل ایتالیا بود.